# Neosybra rotundipennis
Neosybra rotundipennis là một loài bọ cánh cứng trong họ Cerambycidae.